# Osage (Iowa)
Osage ist eine Stadt und County-Seat im Mitchell County im Nordosten des US-Bundesstaates Iowa. Das U.S. Census Bureau hat bei der Volkszählung 2020 eine Einwohnerzahl von 3.627 auf einer Fläche von 5,4 km² ermittelt. Osage liegt am östlichen Ufer des Cedar River in einem landwirtschaftlich genutzten Gebiet. 40 % der Einwohner sind deutscher Abstammung und 10 % irischer Abstammung. Benannt wurde die Stadt nach den Osage-Indianern.

## Infrastruktur
Osage hat Anschluss an den U.S. Highway 218 und an den Iowa Highway 9. Außerdem ist Osage ans Eisenbahnnetz angeschlossen.

## Söhne und Töchter der Stadt
- Tiny Sandford (1894–1961), Schauspieler
- Steve Darrell (1904–1970), Schauspieler
- James Vincent Casey (1914–1986), römisch-katholischer Erzbischof
- Gerald Leeman (1922–2008), US-amerikanischer Wrestler
- Mike Johanns (* 1950), 39. Gouverneur von Nebraska
- Doug Schwab (* 1977), US-amerikanischer Wrestler